# 三域系統

基於16S 核糖體RNA分析而重建出的地球生命演化樹，顯示可明顯區別的三支：細菌、古菌和真核生物

三域系統（three-domain system）是由美国微生物学家和生物物理学家卡尔·乌斯等人在1990年提出的生物分类系统，将所有细胞生命都归分于三大域的分类阶元之下，即古菌域（Archaea）、細菌域（Bacteria）和真核域（Eukarya）。
乌斯依據16S 核糖体RNA序列上的差別，將原核生物分成兩大類，起初稱為真細菌和古細菌，認為這兩類生物和真核生物一起從一個具有原始遺傳機製的最後共同祖先分別演化而來，因此將三者各置為一域，作為比「界」高一級的分類系統。古菌域下有古細菌界 (Kingdom Archaea)，細菌域下有細菌界 (Kingdom Bacteria)，真核生物域下有六個界：囊泡藻界 (Chromalveolata)、古蟲界（Excavata）、有孔蟲界（Rhizaria）、真菌界 (Fungi)、植物界（Plantae）和動物界 (Animalia)。加上其他未專屬域下有病毒，和亞病毒因子兩個界，總共有十界。
然而，rRNA樹有可能將演化太快的類群放錯位置（比如微孢子蟲）。有人認為生物的根源應該在真細菌之內，很多真細菌的類群在古細菌之前分支出來，很晚古細菌和真核生物才彼此分開。

基于16S 核糖体RNA序列分析重建出的地球生命演化树

## 三域特徵比較[3]
| 特徵                  | 細菌域 Bacteria                     | 古菌域 Archaea | 真核域 Eukarya |
| --------------------- | ----------------------------------- | -------------- | -------------- |
| 形態和遺傳            |                                     |                |                |
| 原核細胞結構          | 是                                  | 是             | 否             |
| 核膜                  | 無                                  | 無             | 有             |
| 共價閉合環狀DNA       | 是                                  | 是             | 否             |
| 質粒                  | 有                                  | 有             | 稀少           |
| 核糖體大小            | 70S                                 | 70S            | 80S            |
| 多數基因中有内含子    | 否                                  | 否             | 是             |
| 操縱子                | 有                                  | 有             | 無             |
| mRNA加5'端帽和3'聚A尾 | 無（部份有聚A尾，但作用與真核不同） | 無             | 有             |
| 組織蛋白              | 無                                  | 有             | 有             |
| 細胞壁                | 含胞壁酸                            | 不含胞壁酸     | 不含胞壁酸     |
| 膜脂質                | 酯鍵連接                            | 醚鍵連接       | 酯鍵連接       |
| 起始tRNA              | 甲酰蛋氨酸                          | 蛋氨酸         | 蛋氨酸         |
| 核糖體對泛素敏感      | 否                                  | 是             | 是             |
| RNA聚合酶             | 1個                                 |                |                |